# Geografia di Trinidad e Tobago

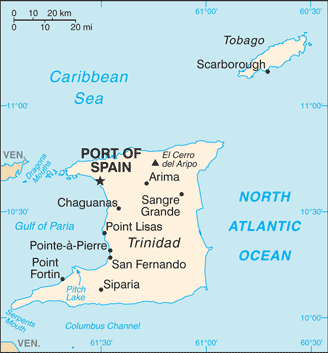
Le isole di Trinidad e Tobago.

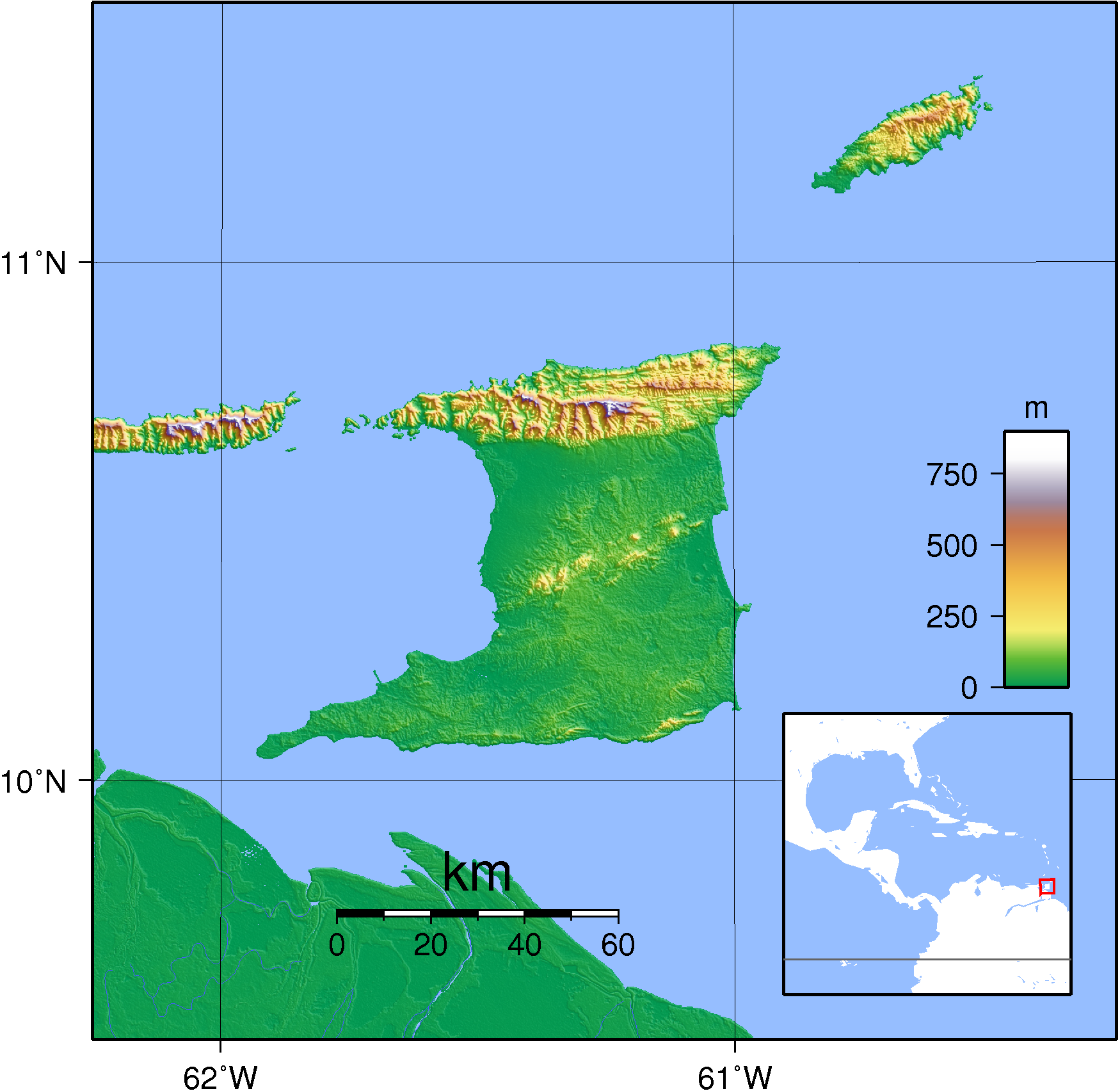
Cartina topografica di Trinidad e Tobago.

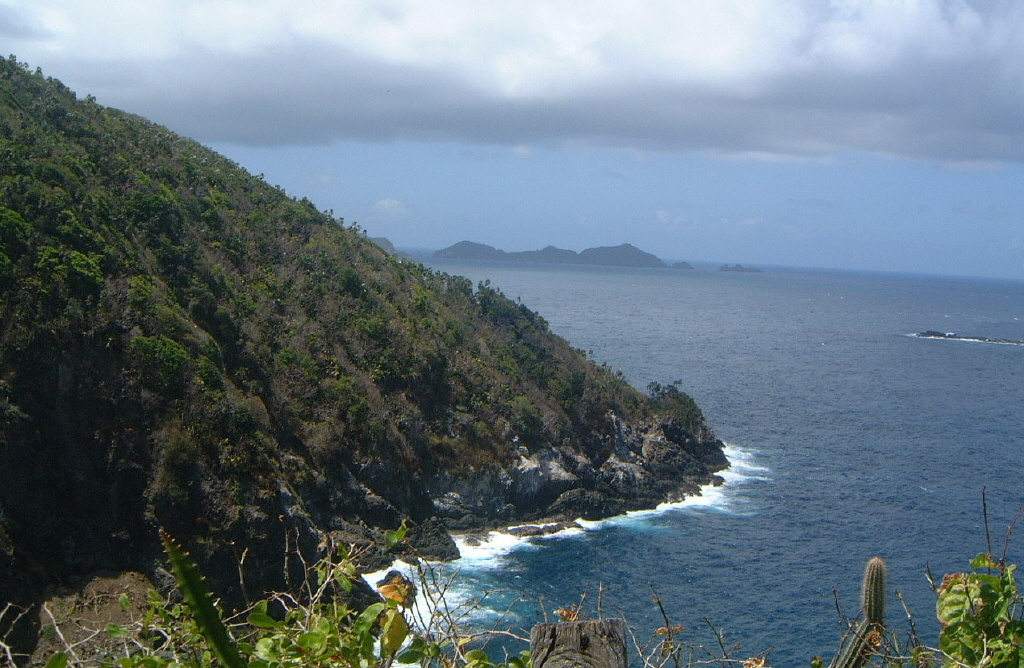
L'isola di Little Tobago con sullo sfondo l'Isola di Saint Giles.

Trinidad e Tobago è uno stato della regione dei Caraibi costituito da un gruppo di isole poste di fronte alla costa venezuelana in corrispondenza del golfo di Paria. La superficie complessiva è di 5.128 km², 4.820 dei quali sono coperti dalla sola isola di Trinidad.
Dal punto di vista geologico Trinidad non sarebbe parte della regione caraibica ma più correttamente dell'America meridionale. Essa è posta proprio sulla piattaforma continentale di questa, cui un tempo era unita, mentre ora è separata da uno stretto, le Bocche del Drago, largo 11 km, che divide l'isola dalla penisola di Paria.

## Geografia fisica
Trinidad presenta traccia di ben tre catene montuose, proseguimento ideale delle cordigliere venezuelane, a ulteriore dimostrazione del suo legame con il continente. Nella catena settentrionale si riscontrano i rilievi più alti, tra i quali spiccano El Cerro del Aripo e El Tucuche che raggiungono rispettivamente 940 e 936 metri sul livello del mare. Le altre due catene, centrale e meridionale, corrono pressoché parallele e costituiscono in realtà dei rilievi collinari poco pronunciati.
L'isola di Tobago è prevalentemente montuosa, caratterizzata da un rilievo centrale che la percorre quasi per l'intera lunghezza raggiungendo la massima elevazione ai 640 metri. Ha origini vulcaniche e il 43% della sua superficie è coperto da foreste.

### Isole minori
Oltre alle due isole principali il Paese presenta altre 21 isole minori tra cui Chacachacare, Monos, Huevos, Gaspar Grande (o Gasparee), Little Tobago, a est di Tobago, e l'Isola di Saint Giles, tutte poco abitate.

### Idrografia

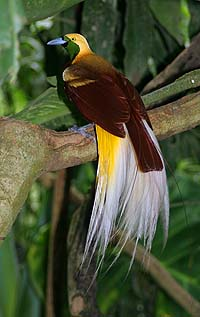
L'Uccello del Paradiso. Molti esemplari vivono nell'Isola di Tobago.

I fiumi sono brevi e con regime torrentizio. Nei pressi dei rilievi di Trinidad, i fiumi formano cascate notevoli come quelle di Maracas, alte 91 metri. La linea costiera è disseminata di piccole paludi e lagune, che si intensificano nei pressi della capitale Port of Spain.
I fiumi principali sono il Caroní, nel nord di Trinidad, l'Ortoire e l'Oropuche, nel sud dell'isola.
Le isole sono bagnate dall'Oceano Atlantico a est e dal Mare Caraibico a nord. La costa dà luogo a molte baie e golfi come Cocos Bay e Saline Bay.

## Clima
Il clima è tropicale, umido e caldo, caratterizzato da due stagioni, quella secca nei primi sei mesi dell'anno e quella umida nel secondo semestre. I venti sono prevalentemente provenienti da nord-est. Al contrario di altre isole dei Caraibi Trinidad e Tobago sono risparmiate da gran parte dei devastanti uragani che periodicamente colpiscono il Mar dei Caraibi. I millimetri annui di pioggia sulla costa occidentale sono 2000 mentre sulla costa orientale, le precipitazioni sono più abbondanti, superando i 2700 mm.

## Flora e fauna
La vegetazione è ricca e molto varia. Gli animali presenti sull'isola di Trinidad sono tipici dell'America meridionale: serpenti velenosi, caimani e molte specie di uccelli tra cui l'Uccello del Paradiso, importato dalle altre isole caraibiche.